# Ляпино (Глазовский район)
 Ляпино  — деревня в Глазовском районе Удмуртии в составе  сельского поселения Понинское.

## География
Находится на расстоянии примерно 14 км на север-северо-восток по прямой от центра района города Глазов. 

## История
Известна с 1795 года.  Отмечалась в 1873 году как деревня Донда малая (Ляпино), где было дворов 18 и жителей 205, в 1905 (Малодондинская или Ляпино) 47 и 400, в 1924 (Ляпино) 60 и 412 (почти все удмурты). Работали  колхоз «Дружба», совхоз «Понинский».

## Население
Постоянное население  составляло 5 человек (удмурты 100%) в 2002 году, 4 в 2012.